# Thomas Egerton (éditeur)
Pour les articles homonymes, voir Thomas Egerton et Egerton.
Thomas Egerton (fl.  1784-1826) est un imprimeur, éditeur et libraire britannique, installé  à Londres, à partir de 1784, en association avec son frère, John Egerton. Ils ont repris, dans l'étroite Chancery Lane, l'établissement fondé par John Millan, à charge pour eux de vendre son fonds. Les Egerton se sont ensuite installés dans Charing Cross Road, rue encore réputée aujourd'hui pour le nombre de librairies que l'on y trouve, d'abord au N° 32, de 1784 à 1809, puis au N° 30 à partir de 1810. John a épousé une des filles de Lockyer Davis, libraire-éditeur de Holborn, imprimeur officiel de la Royal Society. Il meurt des complications d'un RAA le 17 janvier 1795 et Thomas Egerton continue seul. Il gère la Librairie Militaire de 1796 à 1802, édite aussi de la musique en 1795. L'entreprise disparait vers 1830.
Thomas Egerton a publié une centaine d'ouvrages, parmi lesquels L'École de la médisance (en français) de Richard Brinsley Sheridan en 1789, une Histoire de l'expédition d'Égypte (History of the British expedition to Egypt… to which is subjoined, a sketch of the present state of that country and its means of defence) en 1803, les pièces de William Shakespeare en dix volumes, « avec corrections et illustrations de commentateurs variés, avec des notes de Samuel Johnson et George Steevens » (The plays of William Shakespeare in ten volumes with corrections and illustrations of various commentators, to which are added notes by Samuel Johnson and George Steevens) en 1805, et les premiers romans de Jane Austen : Sense and Sensibility en 1811 (édité à compte d'auteur), Pride and Prejudice (deux éditions) en 1813 et Mansfield Park en 1814.